# Фінал Ліги націй УЄФА 2019
Фінальний матч Ліги націй УЄФА 2019 року — футбольний матч, який визначив переможця фінального турніру Ліги націй УЄФА 2018-19. Це був перший фінал цього міжнародного футбольного змагання за участю чоловічих національних збірних з УЄФА. Матч відбувся 9 червня 2019 року на стадіоні «Драгау» в Порту, Португалія, і в ньому зустрілись господарі, збірна Португалії, та Нідерланди.
Португалія виграла 1:0 і стала першим чемпіоном Ліги націй УЄФА.

## Місце
Фінал був зіграний на стадіоні «Драгау» в Порту, другому за величиною місті. Португалії
Стадіон є домашньою ареною клубу «Порту».

## Перед матчем
Напередодні фіналу, Португалія в світовому рейтингу займала 7 місце, в той час, як Нідерланди були 16-ті.
На шляху до фіналу Ліги націй Нідерландів обіграла чемпіонів світу збірну Франції, яка виграла свій титул чемпіона світу приблизно за чотири місяці до матчу.
Португалія та Нідерланди обіграла Швейцарію і Англію відповідно у півфіналах турніру.

### Арбітри
7 червня 2019 року УЄФА оголосила про призначення іспанця Альберто Ундіано Мальєнко арбітром на фінал. До нього приєдналися співвітчизники Роберто Алонсо Фернандес і Хуан Юсте Хіменес як помічники, Антоніо Матео Лаос як четвертий арбітр та Рауль Кабаньєро Мартінес як резервний арбітр. Алехандро Ернандес Ернандес працював відеоасистентом арбітра, а Хуан Мартінес Мунуера був його помічником.
Для 45-річного Альберто Ундіано Мальєнко це був останній у кар'єрі матч перед закінченнями суддівської кар'єри.

## Шлях до фіналу
| Поз | Команда    | І | О |
| --- | ---------- | - | - |
| 1   | Португалія | 4 | 8 |
| 2   | Італія     | 4 | 5 |
| 3   | Польща     | 4 | 2 |

| Поз | Команда    | І | О |
| --- | ---------- | - | - |
| 1   | Нідерланди | 4 | 7 |
| 2   | Франція    | 4 | 7 |
| 3   | Німеччина  | 4 | 2 |

## Матч
| 9 червня 2019 21:45 (19:45 WEST) |

| Португалія | 1 – 0    | Нідерланди |
| ---------- | -------- | ---------- |
| Гуедеш 60' | Протокол |            |

| Драгау, Порту Глядачів: 43 199 Арбітр: Альберто Ундіано Мальєнко (Іспанія) |

| Португалія | Нідерланди |

| ВР               | 1  | Руй Патрісіу          |  |       |
| ЗХ               | 20 | Нелсон Семеду         |  |       |
| ЗХ               | 4  | Рубен Діаш            |  |       |
| ЗХ               | 6  | Жозе Фонте            |  |       |
| ЗХ               | 5  | Рафаел Геррейру       |  |       |
| ПЗ               | 13 | Данілу Перейра        |  |       |
| ПЗ               | 14 | Вільям Карвалью       |  | 90+3' |
| ПЗ               | 16 | Бруну Фернандеш       |  | 81'   |
| НП               | 7  | Кріштіану Роналду (к) |  |       |
| НП               | 17 | Гонсалу Гуедеш        |  | 75'   |
| НП               | 10 | Бернарду Сілва        |  |       |
| Заміни:          |    |                       |  |       |
| ПЗ               | 15 | Рафаел Феррейра Сілва |  | 75'   |
| ПЗ               | 8  | Жуан Моутінью         |  | 81'   |
| ПЗ               | 18 | Рубен Невіш           |  | 90+3' |
| Головний тренер: |    |                       |  |       |
| Фернанду Сантуш  |    |                       |  |       |

| ВР               | 1  | Яспер Сіллессен      |       |     |
| ЗХ               | 22 | Дензел Дюмфріс       | 88'   |     |
| ЗХ               | 3  | Маттейс де Лігт      |       |     |
| ЗХ               | 4  | Вірджіл ван Дейк (к) | 90+1' |     |
| ЗХ               | 17 | Дейлі Блінд          |       |     |
| ПЗ               | 15 | Мартен де Рон        |       | 81' |
| ПЗ               | 21 | Френкі де Йонг       |       |     |
| ПЗ               | 8  | Джорджиніо Вейналдум |       |     |
| НП               | 7  | Стівен Бергвейн      |       | 60' |
| НП               | 10 | Мемфіс Депай         |       |     |
| НП               | 9  | Раян Бабел           |       | 46' |
| Заміни:          |    |                      |       |     |
| НП               | 11 | Квінсі Промес        |       | 46' |
| ПЗ               | 20 | Донні ван де Бек     |       | 60' |
| НП               | 19 | Люк де Йонг          |       | 81' |
| Головний тренер: |    |                      |       |     |
| Роналд Куман     |    |                      |       |     |

| Гравець матчу: Рубен Діаш (Португалія) Помічники арбітра: Роберто Алонсо Фернандес (Іспанія) Хуан Юсте Хіменес (Іспанія) Четвертий арбітр: Антоніо Матео Лаос (Іспанія) Резервні асистенти арбітра: Рауль Кабаньєро Мартінес (Іспанія) Відеоасистент арбітра: Алехандро Ернандес Ернандес (Іспанія) Асистент відеоасистента арбітра: Хуан Мартінес Мунуера (Іспанія) |

### Статистика
| Статистика       | Португалія | Нідерланди |
| ---------------- | ---------- | ---------- |
| Голів            | 0          | 0          |
| Ударів           | 12         | 1          |
| Ударів у площину | 4          | 0          |
| Сейвів           | 0          | 4          |
| Володіння м'ячем | 41 %       | 59 %       |
| Кутових          | 6          | 1          |
| Фолів            | 4          | 6          |
| Офсайдів         | 1          | 0          |
| Жовтих карток    | 0          | 0          |
| Червоних карток  | 0          | 0          |

| Статистика       | Португалія | Нідерланди |
| ---------------- | ---------- | ---------- |
| Голів            | 1          | 0          |
| Ударів           | 7          | 4          |
| Ударів у площину | 3          | 1          |
| Сейвів           | 3          | 2          |
| Володіння м'ячем | 50 %       | 50 %       |
| Кутових          | 4          | 3          |
| Фолів            | 2          | 7          |
| Офсайдів         | 1          | 2          |
| Жовтих карток    | 0          | 2          |
| Червоних карток  | 0          | 0          |

| Статистика       | Португалія | Нідерланди |
| ---------------- | ---------- | ---------- |
| Голів            | 1          | 0          |
| Ударів           | 19         | 5          |
| Ударів у площину | 7          | 1          |
| Сейвів           | 3          | 6          |
| Володіння м'ячем | 45 %       | 55 %       |
| Кутових          | 10         | 4          |
| Фолів            | 6          | 13         |
| Офсайдів         | 2          | 2          |
| Жовтих карток    | 0          | 2          |
| Червоних карток  | 0          | 0          |